# Volta a Andalusia 2017
La Volta a Andalusia 2017 fou la 63a edició de la Volta a Andalusia. La cursa es disputà entre el 15 i el 19 de febrer de 2017, amb un recorregut de 676,8 km repartits entre un cinc etapes, una d'elles contrarellotge individual. La cursa formava part de l'UCI Europa Tour 2017, en la categoria 2.HC.
Alejandro Valverde (Movistar Team) tornà a demostrar que aquesta és una de les curses en què es troba més còmode, amb la cinquena victòria a la classificació final. Valverde liderà la cursa després de guanyar la primera etapa, però en la segona el va perdre en favor d'Alberto Contador (Trek-Segafredo). Amb tot, en la tercera etapa, una contrarellotge individual, Valverde recuperà el liderat per tan sols un segon sobre Contador. Les dues darreres etapes, totalment planes, no modificaren la classificació final. Thibaut Pinot (FDJ) completà el podi, a sis segons de Valverde.
En les classificacions secundàries Georg Preidler (Team Sunweb) guanyà la muntanya, Valverde la classificació per punts, Marco Minnaard (Wanty-Groupe Gobert) les metes volants i el Team Sky fou el millor equip.

## Equips participants
En aquesta edició hi prendran part 21 equips:
| WorldTeams (9)- Bahrain-Merida - Cannondale-Drapac - FDJ - Lotto-Soudal - Lotto NL-Jumbo - Movistar Team - Sky - Team Sunweb - Trek-Segafredo Equips continentals professionals (10)- Caja Rural-Seguros RGA - CCC Sprandi Polkowice - Cofidis, Solutions Crédits - Direct Énergie - Gazprom-RusVelo - Israel Cycling Academy - Roompot-Nederlandse Loterij - Sport Vlaanderen-Baloise - Verandas Willems-Crelan - Wanty-Groupe Gobert Equips continentals (2)- Burgos-BH - Euskadi Basque Country-Murias |
| |

## Etapes
| Etapa    | Data      | Ciutats d'etapa                 | type                      | Distància (km) | Vencedor de l'etapa         | Líder de la general         |
| -------- | --------- | ------------------------------- | ------------------------- | -------------- | --------------------------- | --------------------------- |
| 1a etapa | 15 de feb | Rincón de la Victoria – Granada | etapa de mitja muntanya   | 155            | Alejandro Valverde Belmonte | Alejandro Valverde Belmonte |
| 2a etapa | 16 de feb | Torredonjimeno – Mancha Real    | etapa de muntanya         | 179,9          | Thibaut Pinot               | Alberto Contador Velasco    |
| 3a etapa | 17 de feb | Lucena – Lucena                 | contrarellotge individual | 11,9           | Victor Campenaerts          | Alejandro Valverde Belmonte |
| 4a etapa | 18 de feb | La Campana – Sevilla            | etapa plana               | 178,5          | Bryan Coquard               | Alejandro Valverde Belmonte |
| 5a etapa | 19 de feb | Setenil de las Bodegas – Coín   | etapa accidentada         | 151,5          | Tim Wellens                 | Alejandro Valverde Belmonte |

### Etapa 1
| \| Classificació de l'etapa \| Classificació de l'etapa \| Classificació de l'etapa \| Classificació de l'etapa \| Classificació de l'etapa \| \| Corredor \| Corredor \| Equip \| Temps \| \| \| ------------------------ \| --------------------------- \| ------------------------ \| ------------------------ \| ------------------------ \| \| 1r \| Alejandro Valverde Belmonte \| Movistar Team \| 4h 02' 28" \| \| \| 2n \| Wout Poels \| Team Sky \| + 0" \| \| \| 3r \| Sébastien Reichenbach \| FDJ \| + 0" \| \| \| 4t \| Diego Rosa \| Team Sky \| + 0" \| \| \| 5è \| Ion Izagirre Insausti \| Bahrain-Merida \| + 0" \| \| \| 6è \| Alberto Contador Velasco \| Trek-Segafredo \| + 0" \| \| \| 7è \| Thibaut Pinot \| FDJ \| + 5" \| \| \| 8è \| Mikel Landa Meana \| Team Sky \| + 5" \| \| \| 9è \| Rigoberto Urán \| Cannondale-Drapac \| + 5" \| \| \| 10è \| Warren Barguil \| Team Sunweb \| + 5" \| \| |                             |                   |            |
| |                             |                   |            |
| Font: ProCyclingStats |                             |                   |            |
| Classificació de l'etapa |                             |                   |            |
| Corredor | Corredor                    | Equip             | Temps      |
| 1r | Alejandro Valverde Belmonte | Movistar Team     | 4h 02' 28" |
| 2n | Wout Poels                  | Team Sky          | + 0"       |
| 3r | Sébastien Reichenbach       | FDJ               | + 0"       |
| 4t | Diego Rosa                  | Team Sky          | + 0"       |
| 5è | Ion Izagirre Insausti       | Bahrain-Merida    | + 0"       |
| 6è | Alberto Contador Velasco    | Trek-Segafredo    | + 0"       |
| 7è | Thibaut Pinot               | FDJ               | + 5"       |
| 8è | Mikel Landa Meana           | Team Sky          | + 5"       |
| 9è | Rigoberto Urán              | Cannondale-Drapac | + 5"       |
| 10è | Warren Barguil              | Team Sunweb       | + 5"       |

| \| Classificació general \| Classificació general \| Classificació general \| Classificació general \| Classificació general \| \| Corredor \| Corredor \| Equip \| Temps \| \| \| --------------------- \| --------------------------- \| --------------------- \| --------------------- \| --------------------- \| \| 1r \| Alejandro Valverde Belmonte \| Movistar Team \| 4h 02' 28" \| \| \| 2n \| Wout Poels \| Team Sky \| + 0" \| \| \| 3r \| Sébastien Reichenbach \| FDJ \| + 0" \| \| \| 4t \| Diego Rosa \| Team Sky \| + 0" \| \| \| 5è \| Ion Izagirre Insausti \| Bahrain-Merida \| + 0" \| \| \| 6è \| Alberto Contador Velasco \| Trek-Segafredo \| + 0" \| \| \| 7è \| Thibaut Pinot \| FDJ \| + 5" \| \| \| 8è \| Mikel Landa Meana \| Team Sky \| + 5" \| \| \| 9è \| Rigoberto Urán \| Cannondale-Drapac \| + 5" \| \| \| 10è \| Warren Barguil \| Team Sunweb \| + 5" \| \| |                             |                   |            |
| |                             |                   |            |
| Font: ProCyclingStats |                             |                   |            |
| Classificació general |                             |                   |            |
| Corredor | Corredor                    | Equip             | Temps      |
| 1r | Alejandro Valverde Belmonte | Movistar Team     | 4h 02' 28" |
| 2n | Wout Poels                  | Team Sky          | + 0"       |
| 3r | Sébastien Reichenbach       | FDJ               | + 0"       |
| 4t | Diego Rosa                  | Team Sky          | + 0"       |
| 5è | Ion Izagirre Insausti       | Bahrain-Merida    | + 0"       |
| 6è | Alberto Contador Velasco    | Trek-Segafredo    | + 0"       |
| 7è | Thibaut Pinot               | FDJ               | + 5"       |
| 8è | Mikel Landa Meana           | Team Sky          | + 5"       |
| 9è | Rigoberto Urán              | Cannondale-Drapac | + 5"       |
| 10è | Warren Barguil              | Team Sunweb       | + 5"       |

### Etapa 2
| \| Classificació de l'etapa \| Classificació de l'etapa \| Classificació de l'etapa \| Classificació de l'etapa \| Classificació de l'etapa \| \| Corredor \| Corredor \| Equip \| Temps \| \| \| ------------------------ \| --------------------------- \| --------------------------- \| ------------------------ \| ------------------------ \| \| 1r \| Thibaut Pinot \| FDJ \| 4h 44' 03" \| \| \| 2n \| Alberto Contador Velasco \| Trek-Segafredo \| + 2" \| \| \| 3r \| Alejandro Valverde Belmonte \| Movistar Team \| + 7" \| \| \| 4t \| Ion Izagirre Insausti \| Bahrain-Merida \| + 7" \| \| \| 5è \| Mikel Landa Meana \| Team Sky \| + 9" \| \| \| 6è \| Diego Rosa \| Team Sky \| + 9" \| \| \| 7è \| Wout Poels \| Team Sky \| + 13" \| \| \| 8è \| Sébastien Reichenbach \| FDJ \| + 28" \| \| \| 9è \| Pieter Weening \| Roompot-Nederlandse Loterij \| + 46" \| \| \| 10è \| Floris De Tier \| LottoNL-Jumbo \| + 46" \| \| |                             |                             |            |
| |                             |                             |            |
| Font: ProCyclingStats |                             |                             |            |
| Classificació de l'etapa |                             |                             |            |
| Corredor | Corredor                    | Equip                       | Temps      |
| 1r | Thibaut Pinot               | FDJ                         | 4h 44' 03" |
| 2n | Alberto Contador Velasco    | Trek-Segafredo              | + 2"       |
| 3r | Alejandro Valverde Belmonte | Movistar Team               | + 7"       |
| 4t | Ion Izagirre Insausti       | Bahrain-Merida              | + 7"       |
| 5è | Mikel Landa Meana           | Team Sky                    | + 9"       |
| 6è | Diego Rosa                  | Team Sky                    | + 9"       |
| 7è | Wout Poels                  | Team Sky                    | + 13"      |
| 8è | Sébastien Reichenbach       | FDJ                         | + 28"      |
| 9è | Pieter Weening              | Roompot-Nederlandse Loterij | + 46"      |
| 10è | Floris De Tier              | LottoNL-Jumbo               | + 46"      |

| \| Classificació general \| Classificació general \| Classificació general \| Classificació general \| Classificació general \| \| Corredor \| Corredor \| Equip \| Temps \| \| \| --------------------- \| --------------------------- \| --------------------------- \| --------------------- \| --------------------- \| \| 1r \| Alberto Contador Velasco \| Trek-Segafredo \| 8h 46' 33" \| \| \| 2n \| Thibaut Pinot \| FDJ \| + 3" \| \| \| 3r \| Alejandro Valverde Belmonte \| Movistar Team \| + 5" \| \| \| 4t \| Ion Izagirre Insausti \| Bahrain-Merida \| + 5" \| \| \| 5è \| Diego Rosa \| Team Sky \| + 7" \| \| \| 6è \| Wout Poels \| Team Sky \| + 11" \| \| \| 7è \| Mikel Landa Meana \| Team Sky \| + 12" \| \| \| 8è \| Sébastien Reichenbach \| FDJ \| + 26" \| \| \| 9è \| Rigoberto Urán \| Cannondale-Drapac \| + 49" \| \| \| 10è \| Pieter Weening \| Roompot-Nederlandse Loterij \| + 1' 09" \| \| |                             |                             |            |
| |                             |                             |            |
| Font: ProCyclingStats |                             |                             |            |
| Classificació general |                             |                             |            |
| Corredor | Corredor                    | Equip                       | Temps      |
| 1r | Alberto Contador Velasco    | Trek-Segafredo              | 8h 46' 33" |
| 2n | Thibaut Pinot               | FDJ                         | + 3"       |
| 3r | Alejandro Valverde Belmonte | Movistar Team               | + 5"       |
| 4t | Ion Izagirre Insausti       | Bahrain-Merida              | + 5"       |
| 5è | Diego Rosa                  | Team Sky                    | + 7"       |
| 6è | Wout Poels                  | Team Sky                    | + 11"      |
| 7è | Mikel Landa Meana           | Team Sky                    | + 12"      |
| 8è | Sébastien Reichenbach       | FDJ                         | + 26"      |
| 9è | Rigoberto Urán              | Cannondale-Drapac           | + 49"      |
| 10è | Pieter Weening              | Roompot-Nederlandse Loterij | + 1' 09"   |

### Etapa 3
| \| Classificació de l'etapa \| Classificació de l'etapa \| Classificació de l'etapa \| Classificació de l'etapa \| Classificació de l'etapa \| \| Corredor \| Corredor \| Equip \| Temps \| \| \| ------------------------ \| --------------------------- \| ------------------------ \| ------------------------ \| ------------------------ \| \| 1r \| Victor Campenaerts \| LottoNL-Jumbo \| 14' 55" \| \| \| 2n \| Alejandro Valverde Belmonte \| Movistar Team \| + 1" \| \| \| 3r \| Alberto Contador Velasco \| Trek-Segafredo \| + 7" \| \| \| 4t \| Thibaut Pinot \| FDJ \| + 9" \| \| \| 5è \| Fabio Felline \| Trek-Segafredo \| + 9" \| \| \| 6è \| Wout Poels \| Team Sky \| + 16" \| \| \| 7è \| Tim Wellens \| Lotto-Soudal \| + 20" \| \| \| 8è \| Vassil Kirienka \| Team Sky \| + 21" \| \| \| 9è \| Tobias Ludvigsson \| FDJ \| + 25" \| \| \| 10è \| Matthias Brändle \| Trek-Segafredo \| + 28" \| \| |                             |                |         |
| |                             |                |         |
| |                             |                |         |
| Classificació de l'etapa |                             |                |         |
| Corredor | Corredor                    | Equip          | Temps   |
| 1r | Victor Campenaerts          | LottoNL-Jumbo  | 14' 55" |
| 2n | Alejandro Valverde Belmonte | Movistar Team  | + 1"    |
| 3r | Alberto Contador Velasco    | Trek-Segafredo | + 7"    |
| 4t | Thibaut Pinot               | FDJ            | + 9"    |
| 5è | Fabio Felline               | Trek-Segafredo | + 9"    |
| 6è | Wout Poels                  | Team Sky       | + 16"   |
| 7è | Tim Wellens                 | Lotto-Soudal   | + 20"   |
| 8è | Vassil Kirienka             | Team Sky       | + 21"   |
| 9è | Tobias Ludvigsson           | FDJ            | + 25"   |
| 10è | Matthias Brändle            | Trek-Segafredo | + 28"   |

| \| Classificació general \| Classificació general \| Classificació general \| Classificació general \| Classificació general \| \| Corredor \| Corredor \| Equip \| Temps \| \| \| --------------------- \| --------------------------- \| --------------------- \| --------------------- \| --------------------- \| \| 1r \| Alejandro Valverde Belmonte \| Movistar Team \| 9h 01' 34" \| \| \| 2n \| Alberto Contador Velasco \| Trek-Segafredo \| + 1" \| \| \| 3r \| Thibaut Pinot \| FDJ \| + 6" \| \| \| 4t \| Wout Poels \| Team Sky \| + 21" \| \| \| 5è \| Diego Rosa \| Team Sky \| + 45" \| \| \| 6è \| Mikel Landa Meana \| Team Sky \| + 48" \| \| \| 7è \| Sébastien Reichenbach \| FDJ \| + 52" \| \| \| 8è \| Rigoberto Urán \| Cannondale-Drapac \| + 1' 29" \| \| \| 9è \| Ondřej Cink \| Bahrain-Merida \| + 1' 48" \| \| \| 10è \| Javier Moreno Bazán \| Bahrain-Merida \| + 1' 50" \| \| |                             |                   |            |
| |                             |                   |            |
| |                             |                   |            |
| Classificació general |                             |                   |            |
| Corredor | Corredor                    | Equip             | Temps      |
| 1r | Alejandro Valverde Belmonte | Movistar Team     | 9h 01' 34" |
| 2n | Alberto Contador Velasco    | Trek-Segafredo    | + 1"       |
| 3r | Thibaut Pinot               | FDJ               | + 6"       |
| 4t | Wout Poels                  | Team Sky          | + 21"      |
| 5è | Diego Rosa                  | Team Sky          | + 45"      |
| 6è | Mikel Landa Meana           | Team Sky          | + 48"      |
| 7è | Sébastien Reichenbach       | FDJ               | + 52"      |
| 8è | Rigoberto Urán              | Cannondale-Drapac | + 1' 29"   |
| 9è | Ondřej Cink                 | Bahrain-Merida    | + 1' 48"   |
| 10è | Javier Moreno Bazán         | Bahrain-Merida    | + 1' 50"   |

### Etapa 4
| \| Classificació de l'etapa \| Classificació de l'etapa \| Classificació de l'etapa \| Classificació de l'etapa \| Classificació de l'etapa \| \| Corredor \| Corredor \| Equip \| Temps \| \| \| ------------------------ \| ------------------------ \| --------------------------- \| ------------------------ \| ------------------------ \| \| 1r \| Bryan Coquard \| Direct Énergie \| 4h 10' 33" \| \| \| 2n \| Daniel Hoelgaard \| FDJ \| + 0" \| \| \| 3r \| Hugo Hofstetter \| Cofidis, Solutions Crédits \| + 0" \| \| \| 4t \| Moreno Hofland \| Lotto-Soudal \| + 0" \| \| \| 5è \| Raymond Kreder \| Roompot-Nederlandse Loterij \| + 0" \| \| \| 6è \| Mihkel Räim \| Israel Cycling Academy \| + 0" \| \| \| 7è \| Roman Maikin \| Gazprom-RusVelo \| + 0" \| \| \| 8è \| Maxime Farazijn \| Sport Vlaanderen-Baloise \| + 0" \| \| \| 9è \| Rigoberto Urán \| Cannondale-Drapac \| + 0" \| \| \| 10è \| Eduard Prades i Reverter \| Caja Rural-Seguros RGA \| + 0" \| \| |                          |                             |            |
| |                          |                             |            |
| |                          |                             |            |
| Classificació de l'etapa |                          |                             |            |
| Corredor | Corredor                 | Equip                       | Temps      |
| 1r | Bryan Coquard            | Direct Énergie              | 4h 10' 33" |
| 2n | Daniel Hoelgaard         | FDJ                         | + 0"       |
| 3r | Hugo Hofstetter          | Cofidis, Solutions Crédits  | + 0"       |
| 4t | Moreno Hofland           | Lotto-Soudal                | + 0"       |
| 5è | Raymond Kreder           | Roompot-Nederlandse Loterij | + 0"       |
| 6è | Mihkel Räim              | Israel Cycling Academy      | + 0"       |
| 7è | Roman Maikin             | Gazprom-RusVelo             | + 0"       |
| 8è | Maxime Farazijn          | Sport Vlaanderen-Baloise    | + 0"       |
| 9è | Rigoberto Urán           | Cannondale-Drapac           | + 0"       |
| 10è | Eduard Prades i Reverter | Caja Rural-Seguros RGA      | + 0"       |

| \| Classificació general \| Classificació general \| Classificació general \| Classificació general \| Classificació general \| \| Corredor \| Corredor \| Equip \| Temps \| \| \| --------------------- \| --------------------------- \| --------------------- \| --------------------- \| --------------------- \| \| 1r \| Alejandro Valverde Belmonte \| Movistar Team \| 13h 12' 07" \| \| \| 2n \| Alberto Contador Velasco \| Trek-Segafredo \| + 1" \| \| \| 3r \| Thibaut Pinot \| FDJ \| + 6" \| \| \| 4t \| Wout Poels \| Team Sky \| + 21" \| \| \| 5è \| Diego Rosa \| Team Sky \| + 45" \| \| \| 6è \| Mikel Landa Meana \| Team Sky \| + 48" \| \| \| 7è \| Sébastien Reichenbach \| FDJ \| + 52" \| \| \| 8è \| Rigoberto Urán \| Cannondale-Drapac \| + 1' 29" \| \| \| 9è \| Ondřej Cink \| Bahrain-Merida \| + 1' 48" \| \| \| 10è \| Javier Moreno Bazán \| Bahrain-Merida \| + 1' 50" \| \| |                             |                   |             |
| |                             |                   |             |
| |                             |                   |             |
| Classificació general |                             |                   |             |
| Corredor | Corredor                    | Equip             | Temps       |
| 1r | Alejandro Valverde Belmonte | Movistar Team     | 13h 12' 07" |
| 2n | Alberto Contador Velasco    | Trek-Segafredo    | + 1"        |
| 3r | Thibaut Pinot               | FDJ               | + 6"        |
| 4t | Wout Poels                  | Team Sky          | + 21"       |
| 5è | Diego Rosa                  | Team Sky          | + 45"       |
| 6è | Mikel Landa Meana           | Team Sky          | + 48"       |
| 7è | Sébastien Reichenbach       | FDJ               | + 52"       |
| 8è | Rigoberto Urán              | Cannondale-Drapac | + 1' 29"    |
| 9è | Ondřej Cink                 | Bahrain-Merida    | + 1' 48"    |
| 10è | Javier Moreno Bazán         | Bahrain-Merida    | + 1' 50"    |

### Etapa 5
| \| Classificació de l'etapa \| Classificació de l'etapa \| Classificació de l'etapa \| Classificació de l'etapa \| Classificació de l'etapa \| \| Corredor \| Corredor \| Equip \| Temps \| \| \| ------------------------ \| ------------------------ \| --------------------------- \| ------------------------ \| ------------------------ \| \| 1r \| Tim Wellens \| Lotto-Soudal \| 3h 58' 31" \| \| \| 2n \| Simon Clarke \| Cannondale-Drapac \| + 0" \| \| \| 3r \| Victor Campenaerts \| LottoNL-Jumbo \| + 0" \| \| \| 4t \| Maciej Paterski \| CCC Sprandi Polkowice \| + 0" \| \| \| 5è \| Domen Novak \| Bahrain-Merida \| + 0" \| \| \| 6è \| Nick van der Lijke \| Roompot-Nederlandse Loterij \| + 0" \| \| \| 7è \| Marco Minnaard \| Wanty-Groupe Gobert \| + 1' 34" \| \| \| 8è \| Héctor Sáez Benito \| Caja Rural-Seguros RGA \| + 1' 45" \| \| \| 9è \| Iván García Cortina \| Bahrain-Merida \| + 1' 45" \| \| \| 10è \| Hugo Hofstetter \| Cofidis, Solutions Crédits \| + 1' 45" \| \| |                     |                             |            |
| |                     |                             |            |
| |                     |                             |            |
| Classificació de l'etapa |                     |                             |            |
| Corredor | Corredor            | Equip                       | Temps      |
| 1r | Tim Wellens         | Lotto-Soudal                | 3h 58' 31" |
| 2n | Simon Clarke        | Cannondale-Drapac           | + 0"       |
| 3r | Victor Campenaerts  | LottoNL-Jumbo               | + 0"       |
| 4t | Maciej Paterski     | CCC Sprandi Polkowice       | + 0"       |
| 5è | Domen Novak         | Bahrain-Merida              | + 0"       |
| 6è | Nick van der Lijke  | Roompot-Nederlandse Loterij | + 0"       |
| 7è | Marco Minnaard      | Wanty-Groupe Gobert         | + 1' 34"   |
| 8è | Héctor Sáez Benito  | Caja Rural-Seguros RGA      | + 1' 45"   |
| 9è | Iván García Cortina | Bahrain-Merida              | + 1' 45"   |
| 10è | Hugo Hofstetter     | Cofidis, Solutions Crédits  | + 1' 45"   |

## Classificacions finals
| \| Classificació general \| Classificació general \| Classificació general \| Classificació general \| Classificació general \| \| Corredor \| Corredor \| Equip \| Temps \| \| \| --------------------- \| --------------------------- \| --------------------- \| --------------------- \| --------------------- \| \| 1r \| Alejandro Valverde Belmonte \| Movistar Team \| 17h 12' 23" \| \| \| 2n \| Alberto Contador Velasco \| Trek-Segafredo \| + 1" \| \| \| 3r \| Thibaut Pinot \| FDJ \| + 6" \| \| \| 4t \| Wout Poels \| Team Sky \| + 21" \| \| \| 5è \| Diego Rosa \| Team Sky \| + 45" \| \| \| 6è \| Mikel Landa Meana \| Team Sky \| + 48" \| \| \| 7è \| Sébastien Reichenbach \| FDJ \| + 52" \| \| \| 8è \| Rigoberto Urán \| Cannondale-Drapac \| + 1' 29" \| \| \| 9è \| Ondřej Cink \| Bahrain-Merida \| + 1' 48" \| \| \| 10è \| Javier Moreno Bazán \| Bahrain-Merida \| + 1' 50" \| \| |                             |                   |             |
| |                             |                   |             |
| Font: ProCyclingStats |                             |                   |             |
| Classificació general |                             |                   |             |
| Corredor | Corredor                    | Equip             | Temps       |
| 1r | Alejandro Valverde Belmonte | Movistar Team     | 17h 12' 23" |
| 2n | Alberto Contador Velasco    | Trek-Segafredo    | + 1"        |
| 3r | Thibaut Pinot               | FDJ               | + 6"        |
| 4t | Wout Poels                  | Team Sky          | + 21"       |
| 5è | Diego Rosa                  | Team Sky          | + 45"       |
| 6è | Mikel Landa Meana           | Team Sky          | + 48"       |
| 7è | Sébastien Reichenbach       | FDJ               | + 52"       |
| 8è | Rigoberto Urán              | Cannondale-Drapac | + 1' 29"    |
| 9è | Ondřej Cink                 | Bahrain-Merida    | + 1' 48"    |
| 10è | Javier Moreno Bazán         | Bahrain-Merida    | + 1' 50"    |

## Evolució de les classificacions
| Etapa | Vencedor           | Classificació general | Classificació de la muntanya | Classificació dels esprints | Classificació per punts | Classificació per equips |
| ----- | ------------------ | --------------------- | ---------------------------- | --------------------------- | ----------------------- | ------------------------ |
| 1     | Alejandro Valverde | Alejandro Valverde    | Georg Preidler               | Daniel Turek                | Alejandro Valverde      | Team Sky                 |
| 2     | Thibaut Pinot      | Alberto Contador      | Georg Preidler               | Daniel Turek                | Alejandro Valverde      | Team Sky                 |
| 3     | Victor Campenaerts | Alejandro Valverde    | Georg Preidler               | Daniel Turek                | Alejandro Valverde      | Team Sky                 |
| 4     | Bryan Coquard      | Alejandro Valverde    | Georg Preidler               | Daniel Turek                | Alejandro Valverde      | Team Sky                 |
| 5     | Tim Wellens        | Alejandro Valverde    | Georg Preidler               | Marco Minnaard              | Alejandro Valverde      | Team Sky                 |
| Final | Final              | Alejandro Valverde    | Georg Preidler               | Marco Minnaard              | Alejandro Valverde      | Team Sky                 |